# Eugen Kalmár

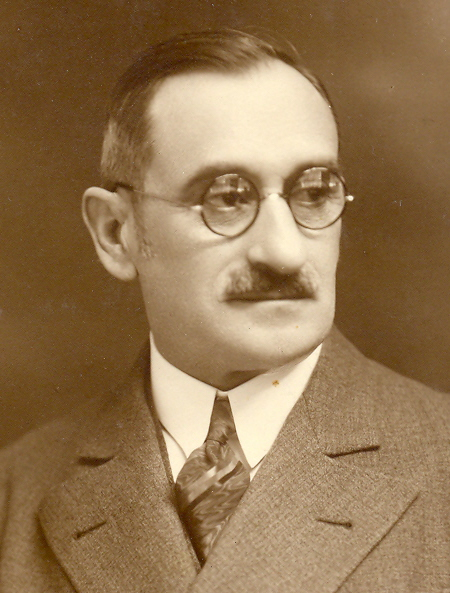
Eugen (Jenő) Kalmár

Eugen Kalmár (* 28. Dezember 1873 in Csernely, Ungarn; †  21. Oktober 1937 in Bratislava/Preßburg, ungarisch: Jenő Kalmár) war ungarischer Afrika-Forschungsreisender und Sammler folkloristischer Gegenstände.

## Leben und Tätigkeit
Nach Beendigung seiner Studien an einer Militärakademie wurde er Ingenieur und lebte in Berlin. Unter anderen war er einige Zeit Vorsitzender des Berliner Ungarischen Vereins und ab 1899 Angestellter der Gesellschaft für Süd-Kamerun. In diesem Amte ging er nach Kamerun, wo seine Arbeit die Ermittlung und Kartographierung Hinterkameruns war, um die Möglichkeit der Gründung von Handelssiedlungen zu erkunden. Die wichtigsten Produkte Kameruns in jener Zeit waren Elfenbein und Kautschuk, das vorrangige Ziel war, die Ausfuhr dieser Produkte zu organisieren. Seine Briefe an seine Familie enthalten ausführliche Beschreibungen über das Leben, die Sitten und Gebräuche der einheimischen Bevölkerung, sowie über die mit vielen Opfern verbundenen Kämpfe, die sie gegeneinander und gegen die Europäer führten. Später wurde er Generaldirektor der Gesellschaft für Süd-Kamerun AG.
Er kehrte nach Ungarn im Jahre 1912 zurück und hielt über seine Erfahrungen in wissenschaftlichen Vereine viele Vorträge, einige davon wurden auch in wissenschaftlichen Publikationen veröffentlicht. Er schenkte dem ungarischen Ethnographischen Museum eine reiche und wertvolle Sammlung von originalen afrikanischen Gegenständen, seine ausführliche Reisebeschreibung und einige von ihm eigenhändig gezeichneten Landkarten sind im Ungarischen Geographischen Museum hintergelegt.
Als Hauptmann nahm er im Ersten Weltkrieg teil, er wurde verwundet und bekam eine hohe Auszeichnung. Nach dem Krieg siedelte er sich in Bratislava (Preßburg) an und gründete eine Familie. Er starb schließlich dort im Jahre 1937.

## Publikationen
- E. Kalmár: Meine Erfahrungen im dunkelsten Afrika. Bericht der Elisabeth Volksakademie, 1911
- E. Kalmár: Aus meinen Erfahrungen in Südkamerun. Bericht der Elisabeth Volksakademie, 1913
- E. Kalmár: Neger-Volkssitten in Kamerun. Der Bericht der Ethnographischen Abteilung des Ungarischen Nationalmuseums, Heft 3–4, 1913

## Leben
- Katharina Gerő: Erfülltes Leben. Koechler & Amelang, Leipzig 1933 (die Verfasserin war die Schwägerin von Eugen Kalmár).
- Publikationen der Elisabeth Volksakademie, 1910–1911, sowie 1913 (siehe unter den Publikationen)
- Der Bericht der Ethnographischen Abteilung des Ungarischen Nationalmuseums, Heft 3–4, 1913

| Personendaten    | Personendaten                                   |
| ---------------- | ----------------------------------------------- |
| NAME             | Kalmár, Eugen                                   |
| ALTERNATIVNAMEN  | Kalmár, Jenő                                    |
| KURZBESCHREIBUNG | ungarischer Ethnograph, Afrikaforscher, Sammler |
| GEBURTSDATUM     | 28. Dezember 1873                               |
| GEBURTSORT       | Csernely, Ungarn                                |
| STERBEDATUM      | 21. Oktober 1937                                |
| STERBEORT        | Bratislava                                      |